# Colin Deans
Colin Thomas Deans (Hawick, 3 de mayo de 1955) es un empresario y exrugbista británico, que se desempeñaba como hooker. Fue internacional con el Cardo de 1978 a 1987 y su capitán.

## Biografía
En la escuela primaria fue entrenado por el periodista Bill McLaren. Jugó cuando el rugby era un deporte aficionado, debutó en la primera del Hawick Trades en 1974 y luego pasó al Hawick RFC donde se retiró en 1989.
Fue capitán de los Barbarians en 1985 contra Italia y ganó la Premiership escocesa cuatro ediciones (1983-84, 1984-85, 1985-86 y 1986-87). Al retirarse fue segundo entrenador de 1995 a 2001 en los Northampton Saints y actualmente dirige su empresa Profoil.

## Selección nacional
Representó a Emerging Scotland tres veces. Nairn MacEwan lo seleccionó al Cardo por vez primera para el Torneo de las Cinco Naciones 1978 y debutó en la derrota ante Les Bleus.
Destacó por su velocidad, inusual en su posición, como la de un ala y un lanzador de line-out preciso. Ganó el Torneo de las Cinco Naciones 1984 mediante Grand Slam y cuando Derrick Grant lo designó capitán; el Torneo de las Cinco Naciones 1986.

### Participaciones en Copas del Mundo
Grant lo convocó a Nueva Zelanda 1987 como el capitán, jugó todas las pruebas y formó con Iain Milne y David Sole. Se retiró tras la eliminación y marcó al capitán francés Daniel Dubroca y a la leyenda Sean Fitzpatrick.
| Mundial                       | Sede          | Resultado        | PJ | Tries |
| ----------------------------- | ------------- | ---------------- | -- | ----- |
| Copa Mundial de Rugby de 1987 | Nueva Zelanda | Cuartos de final | 4  | 0     |

### Leones
En 1983 su compatriota Jim Telfer lo seleccionó a los Leones Británicos e Irlandeses para disputar la Gira a Nueva Zelanda y fue suplente del capitán irlandés Ciaran Fitzgerald. Pese a demostrar un gran nivel, no jugó ninguna prueba ante los All Blacks.
En 1986 el irlandés Mick Doyle lo convocó para el Centenario de la World Rugby, fue el capitán y jugó ante World XV.